# Liste der Biografien/Amb
Liste der Biografien |
Portal Biografien |
Personensuche
# |
A |
B |
C |
D |
E |
F |
G |
H |
I |
J |
K |
L |
M |
N |
O |
P |
Q |
R |
S |
T |
U |
V |
W |
X |
Y |
Z |
?
 
Aa |
Ab |
Ac |
Ad |
Ae |
Af |
Ag |
Ah |
Ai |
Aj |
Ak |
Al |
Am |
An |
Ao |
Ap |
Aq |
Ar |
As |
At |
Au |
Av |
Aw |
Ax |
Ay |
Az
 
Ama |
Amb |
Amc |
Amd |
Ame |
Amf |
Amg |
Amh |
Ami |
Amj |
Amk |
Aml |
Amm |
Amn |
Amo |
Amp |
Amr |
Ams |
Amt |
Amu |
Amw |
Amy |
Amz
Die Liste der Biografien führt alle Personen auf, die in der deutschsprachigen Wikipedia einen Artikel haben. Dieses ist eine Teilliste mit 302 Einträgen von Personen, deren Namen mit den Buchstaben „Amb“ beginnt.

## Amb
- Amb, Kim (* 1990), schwedischer Leichtathlet

### Amba
- Amba, Oyon Marius Claude (* 1987), kamerunischer Schachspieler
- Amba, Zoh (* 2000), amerikanische Jazzmusikerin (Tenorsaxophon, Komposition)
- Ambach, Clarissa, deutsche Filmeditorin
- Ambach, Felix (* 1998), deutscher Jazzmusiker (Schlagzeug)
- Ambach, Markus (* 1963), deutscher Ausstellungsmacher und Künstler
- Ambacher, Josef (1940–2012), deutscher Bankdirektor und Sportfunktionär
- Ambady, Nalini (1959–2013), indisch-amerikanische Sozialpsychologin
- Ambaghai, mongolischer Großkhan
- Ambani, Anil (* 1959), indischer Unternehmer und Politiker
- Ambani, Dhirajlal Hirachand (1932–2002), indischer Unternehmer
- Ambani, Mukesh (* 1957), indischer UnternehmerMukesh Ambani (* 1957)

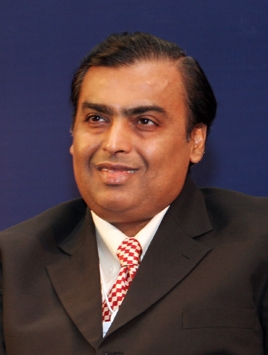
Mukesh Ambani (* 1957)

- Ambani, Nita (* 1963), indische Philanthropin und Sportfunktionärin
- Ambar, Malik (1549–1626), indischer Peshwa (Premierminister)
- Ambarchi, Oren (* 1969), australischer Multi-Instrumentalist und Komponist
- Ambaris, letzter König von Tabal
- Ambarus, Benoni (* 1974), rumänischer römisch-katholischer Geistlicher, Erzbischof von Matera-Irsina und Bischof von Tricarico
- Ambarzumjan, Ruben (* 1941), sowjetisch-armenischer Mathematiker
- Ambarzumjan, Sergo Iskanderowitsch (1910–1983), sowjetischer Gewichtheber
- Ambarzumow, Araik Karenowitsch (* 1986), russischer Boxer
- Ambarzumow, Jewgeni Arschakowitsch (1929–2010), sowjetischer bzw. russischer Diplomat und Politiker
- Ambarzumowa, Karina Lwowna (* 1989), russische Schachspielerin
- Ambassa Ndjodo, Faustin (* 1964), kamerunischer Ordensgeistlicher, römisch-katholischer Erzbischof von Garoua
- Ambasz, Emilio (* 1943), US-amerikanischer Industriedesigner und Architekt
- Ambauen, Hans Rudolf (1931–2019), Schweizer Zeichner, Grafiker und Konzeptkünstler
- Ambaye, Suleman (* 1935), äthiopischer Radrennfahrer

### Ambd
- Ambders, Andreas (1613–1687), evangelischer Pastor und Schulleiter

### Ambe
- Ambé, Rosemarie (1941–2014), deutsche Schlagersängerin und Fernsehmoderatorin
- Ambedkar, Bhimrao Ramji (1891–1956), indischer Politiker und SozialreformerBhimrao Ramji Ambedkar (1891–1956)

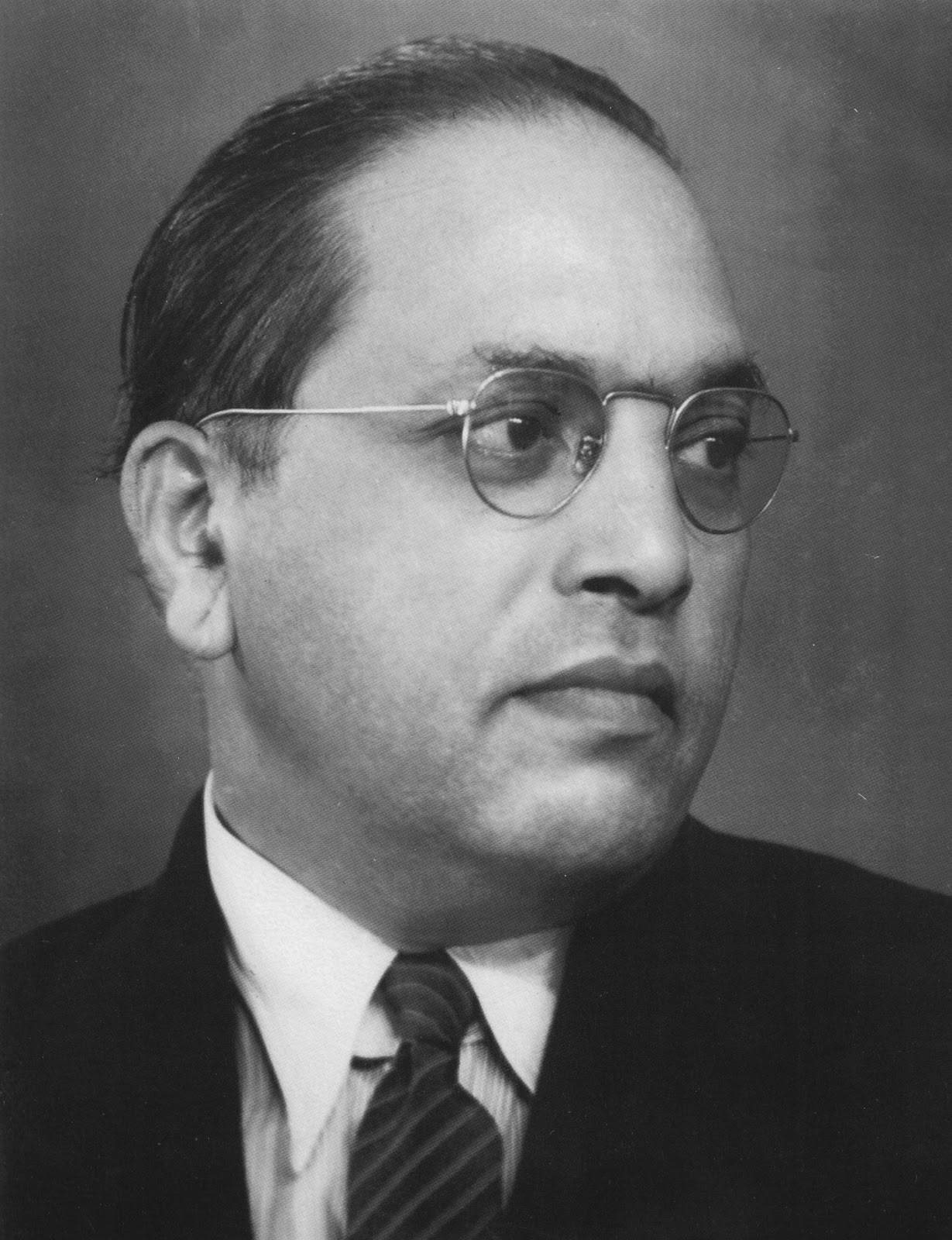
Bhimrao Ramji Ambedkar (1891–1956)

- Ambegaokar, Vinay (* 1934), indisch-US-amerikanischer Physiker
- Ambelang, Hannes (* 1982), deutscher Volleyball- und Beachvolleyballspieler
- Ambelj, Fouad (* 1993), österreichischer Breaker marokkanischer Herkunft
- Amber (* 1970), niederländisch-deutsche Popsängerin, Songwriterin und Produzentin
- Amber, Britney (* 1986), US-amerikanische PornodarstellerinBritney Amber (* 1986)

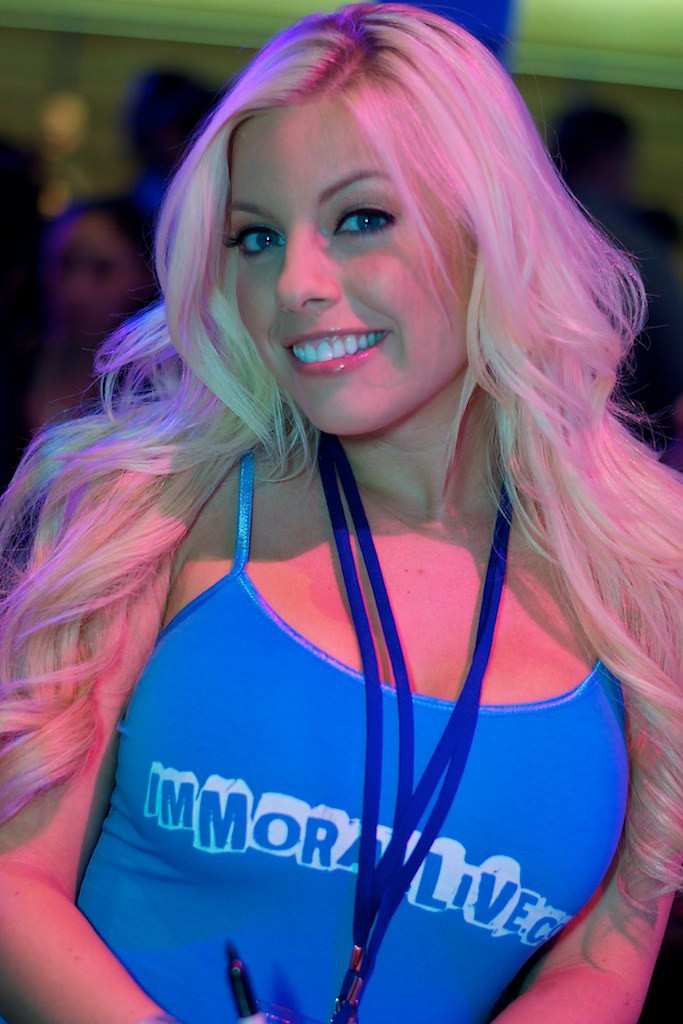
Britney Amber (* 1986)

- Amber, Conrad (* 1955), österreichischer Buchautor, Naturfotograf und Redner
- Amberg, Adolph (1874–1913), deutscher Bildhauer
- Amberg, Agnes (1936–1991), Schweizer Köchin
- Amberg, Charles (1894–1946), deutscher Librettist, Schlagertexter, Komponist
- Amberg, Ernst Julius (1871–1952), Schweizer Mathematiker
- Amberg, Ernst-Heinz (1927–2020), deutscher lutherischer Theologe
- Amberg, Ferenc (* 2005), deutscher Schauspieler
- Amberg, Johann Heinrich Jacob (* 1756), deutscher Theaterschauspieler und Komiker
- Amberg, Johann Nepomuk (1802–1882), österreichischer Geistlicher, Kaufmann und Politiker, Landtagsabgeordneter
- Amberg, Leo (1912–1999), Schweizer Radrennfahrer
- Amberg, Olaf (* 1975), deutscher Maler und Graphiker
- Amberg, Oskar (1878–1963), estnischer Politiker, Ingenieur und Unternehmer
- Amberg, Werner (1929–2014), deutscher Politiker (SPD), MdEP
- Amberg, Wilhelm (1822–1899), deutscher Genremaler
- Amberg, Zoël (* 1992), Schweizer Automobilrennfahrer
- Amberger, Anton (1919–2011), deutscher Biologe
- Amberger, Christoph, deutscher MalerChristoph Amberger

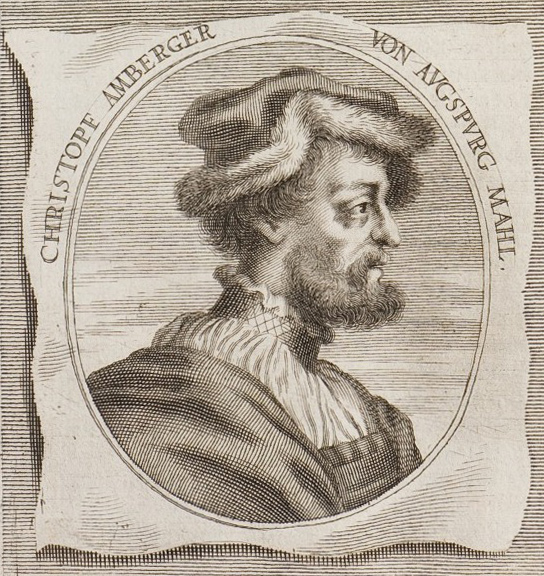
Christoph Amberger

- Amberger, Eloise (* 1987), australische Synchronschwimmerin
- Amberger, Franz (1887–1943), österreichischer Lokomotivheizer, Kommunist und Widerstandskämpfer gegen das NS-Regime
- Amberger, Georg (1890–1949), deutscher Leichtathlet
- Amberger, Gustav Adolf (1831–1896), deutscher Maler und Grafiker
- Amberger, Heinz (1907–1974), deutscher Historiker
- Amberger, Joseph (1816–1889), deutscher katholischer Theologe und Geistlicher
- Amberger, Joshua (* 1989), australischer Duathlet und Triathlet
- Amberger, Lukas B. (* 1993), deutscher Schauspieler
- Amberger, Max (1839–1889), deutscher Musikinstrumentenbauer
- Amberger, Olga (1882–1970), Schweizer Schriftstellerin und Malerin
- Amberger, Uschi (1940–2020), thüringische Volksschauspielerin
- Amberger, Wolfgang (1939–2011), deutscher Schauspieler, Theaterregisseur, Oberspielleiter und Bühnenautor
- Ambers, Lou (1913–1995), US-amerikanischer Boxer
- Ambert, Jean-Jacques (1765–1851), französischer General
- Ambert, Joachim (1804–1890), französischer General
- Ambesi, Adriana, italienische Schauspielerin
- Ambesser, Axel von (1910–1988), deutscher FilmregisseurAxel von Ambesser (1910–1988)

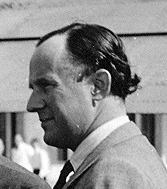
Axel von Ambesser (1910–1988)

- Ambesser, Gwendolyn von (* 1949), deutsche Schauspielerin, Regisseurin und Autorin

### Ambi
- Ambia, Golam (* 1966), bangladeschischer Leichtathlet
- Ambibulus, Marcus, römischer Präfekt von Judäa (9–12)
- Ambicatus, gallischer Sagenheld
- Ambichl, Michael (* 1991), österreichischer Fußballspieler
- Ambiorix, Fürst oder König der Eburonen
- Ambivius Turpio, Lucius, römischer Theaterunternehmer

### Ambj
- Ambjørnsen, Ingvar (1956–2025), norwegischer SchriftstellerIngvar Ambjørnsen (1956–2025)

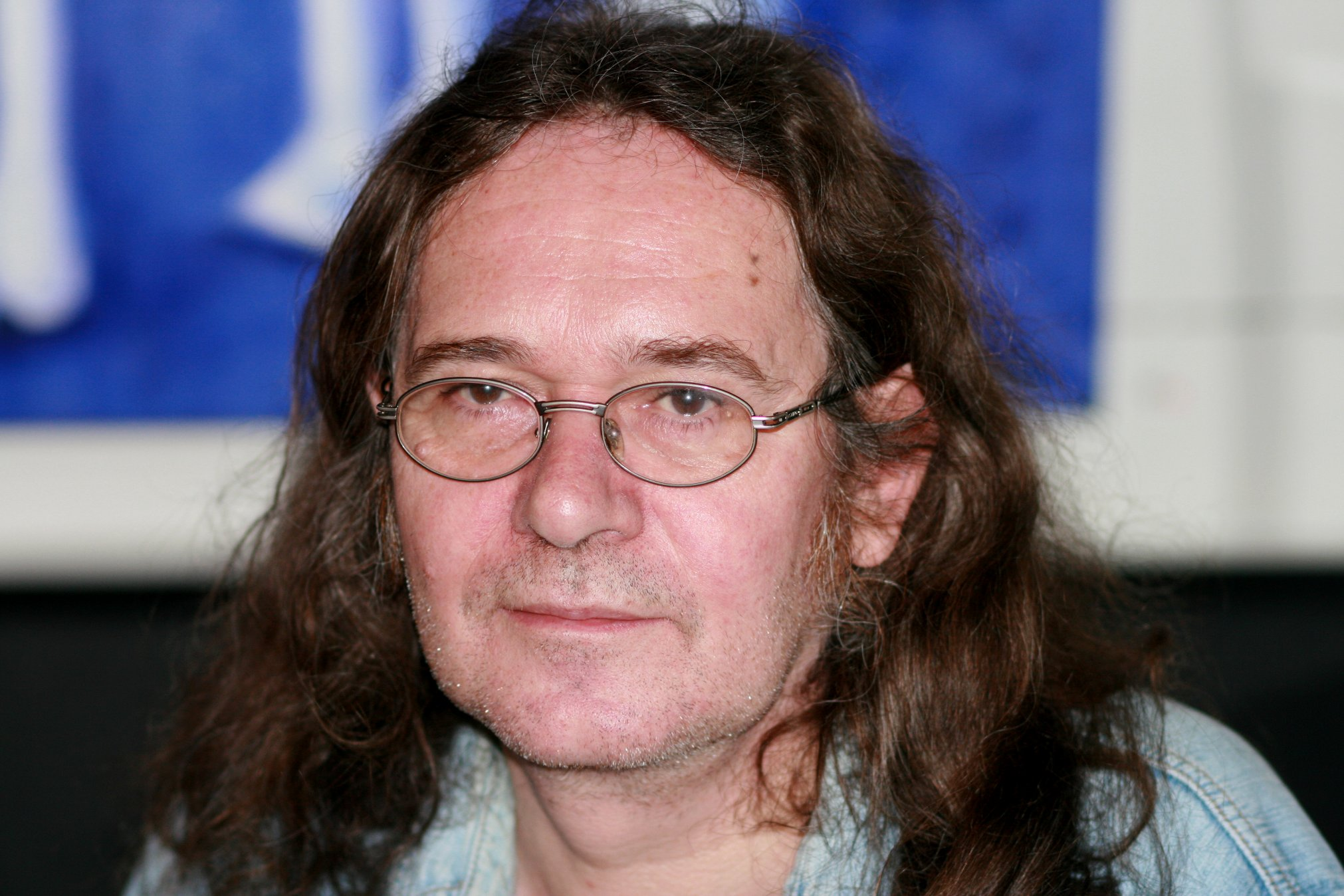
Ingvar Ambjørnsen (1956–2025)

### Ambl
- Amblank, Olaf (* 1970), deutscher Hochschulgründer
- Amble, Lars (1939–2015), schwedischer Schauspieler und Theaterregisseur
- Ambler, Alfred (1879–1940), englischer Fußballspieler
- Ambler, David (* 1997), britischer Ruderer
- Ambler, Eric (1909–1998), britischer Schriftsteller
- Ambler, Jacob A. (1829–1906), US-amerikanischer Politiker
- Ambler, Margaretha (* 1934), schwedische Prinzessin
- Ambler, Scott W. (* 1966), kanadischer Ingenieur und Autor

### Ambo
- Amboise, Adrien d’ (1551–1616), Bischof von Tréguier
- Amboise, Antoine d’ (1605–1650), französischer Militär, Maréchal de camp des Ancien Régime
- Amboise, Antoinette d’ (1495–1552), französische Adlige
- Amboise, Catherine d’ (1482–1549), französische Dichterin
- Amboise, Charles I. d’ († 1481), französischer Feudalherr
- Amboise, Charles II. d’ († 1511), Gouverneur von Paris und Marschall von Frankreich sowie Admiral von Frankreich
- Amboise, Emery d’ († 1512), Großmeister des Malteserordens
- Amboise, François d’ (1550–1619), französischer Schriftsteller
- Amboise, Françoise d’ (1427–1485), durch Heirat Herzogin von Bretagne
- Amboise, Georges d’ (1460–1510), Kardinal und Minister Ludwigs XII.
- Amboise, Georges II. d’ (1488–1550), französischer Erzbischof und Kardinal
- Amboise, Jacques d’ († 1516), französischer Kleriker
- Amboise, Jacques d’ (1559–1606), französischer Chirurg
- Amboise, Jean d’ (1514–1584), französischer Chirurg
- Amboise, Louis d’ (1392–1469), Herr vom Amboise und Vizegraf von Thouars
- Amboise, Michel d’, französischer Höfling, Dichter und Essayist
- Amboise, Pierre d’ († 1473), französischer Adliger
- Ambongo Besungu, Fridolin (* 1960), kongolesischer Ordensgeistlicher und römisch-katholischer Erzbischof von Kinshasa
- Ambor, Mark (* 1997), amerikanischer Singer-SongwriterMark Ambor (* 1997)

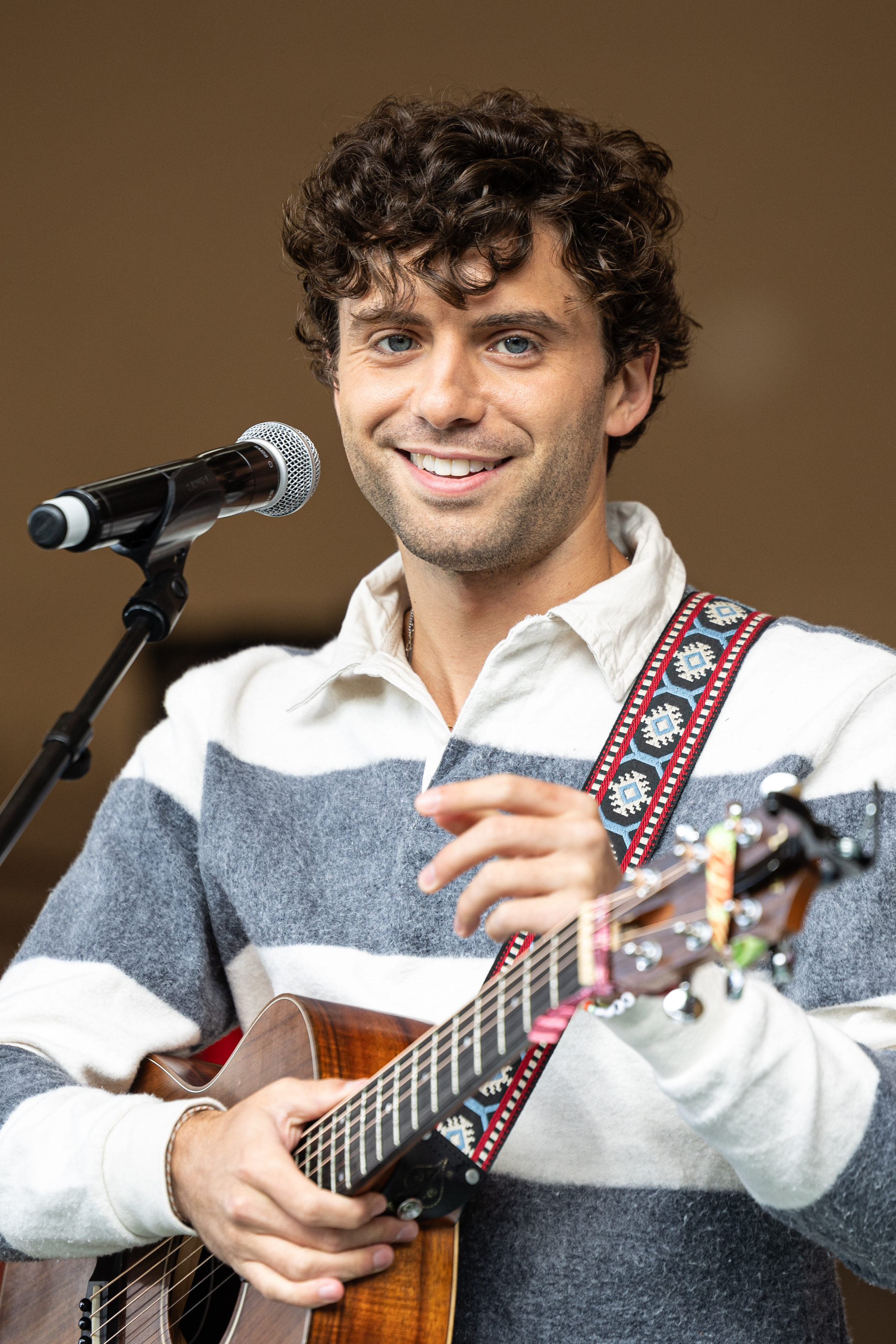
Mark Ambor (* 1997)

- Amborn, Hermann (1933–2024), deutscher Ethnologe
- Ambos, Claus (* 1974), deutscher Altorientalist
- Ambos, Kai (* 1965), deutscher Strafrechtler und HochschullehrerKai Ambos (* 1965)

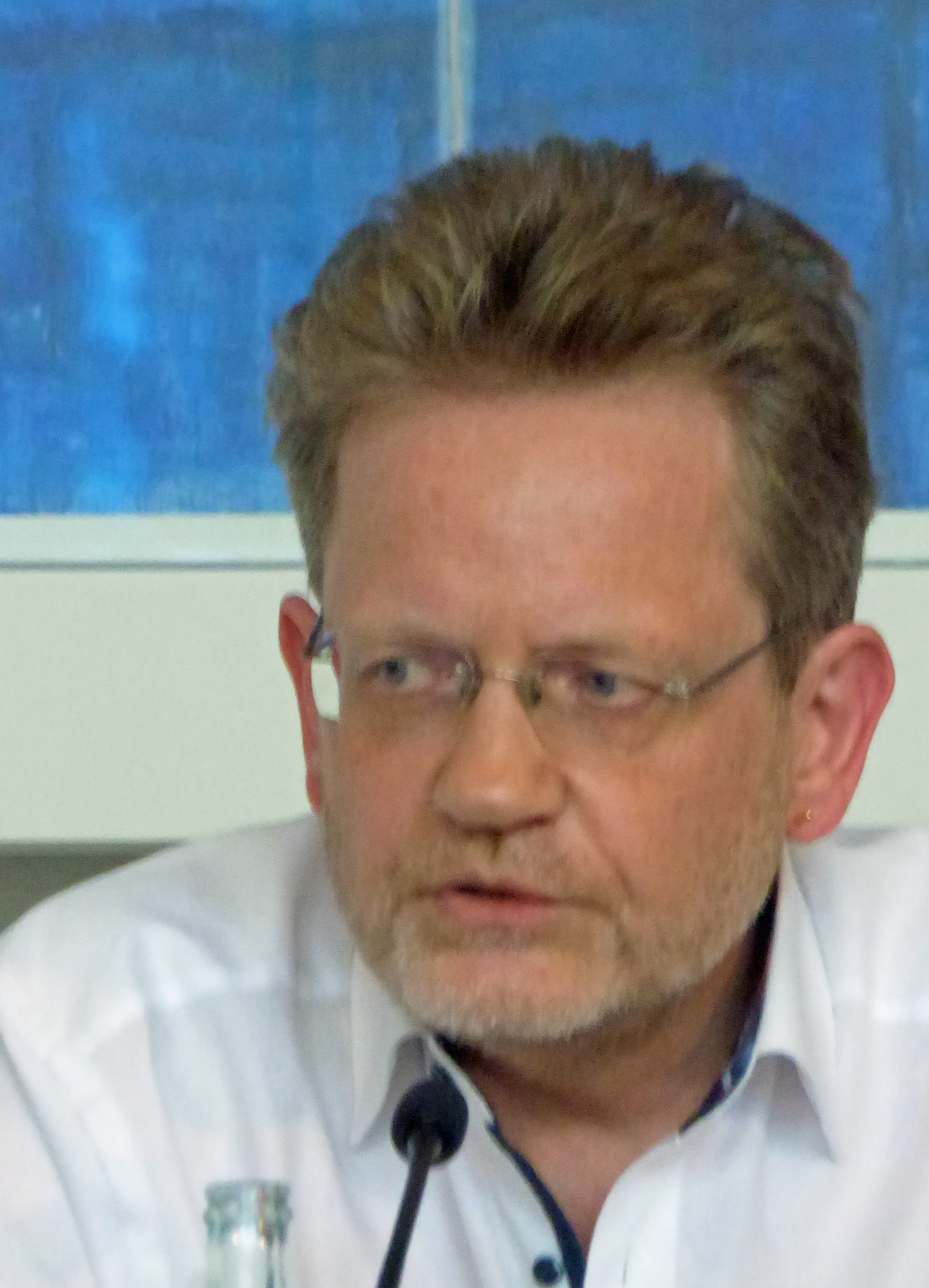
Kai Ambos (* 1965)

- Amboß, Werner (* 1925), deutscher Fußballspieler
- Ambourouet, Georges (* 1986), gabunischer Fußballspieler
- Ambowodé, Adolphe (* 1958), zentralafrikanischer Leichtathlet
- Amboya, Mónica (* 1982), ecuadorianische Fußballschiedsrichterassistentin
- Amboyer, Dan (* 1985), US-amerikanischer Schauspieler

### Ambr
- Ambra, Marek (* 2003), slowakischer Eishockeytorwart
- Ambraseys, Nicholas (1929–2012), griechisch-britischer Bauingenieur
- Ambrasienė, Dangutė (* 1953), litauische Juristin, Richterin
- Ambrazaitytė, Nijolė (1939–2016), litauische Politikerin
- Ambrazevičius, Aleksandras (* 1953), litauischer Politiker
- Ambrazienė, Ana (1955–2025), sowjetische Hürdenläuferin
- Ambre, Émilie (1854–1898), französische Opernsängerin (Sopran)
- Ambri, Steve (* 1997), guinea-bissauisch-französischer Fußballspieler
- Ambrić, Zdravka (* 1980), deutsche Opern-, Lied- und Konzertsängerin kroatischer Abstammung in der Stimmlage Mezzosopran
- Ambrière, Francis (1907–1998), französischer Autor und Romanist
- Ambríz, Ignacio (* 1965), mexikanischer Fußballspieler und -trainer
- Ambriz, Sisínio (* 2004), portugiesischer Leichtathlet
- Ambro, Jerome (1928–1993), US-amerikanischer Politiker
- Ambrogi, Domenico (1600–1678), italienischer Maler
- Ambrogio da Milano, italienischer Bildhauer
- Ambrogio Traversari (1386–1439), Ordensgeneral
- Ambrois, Javier (1932–1975), uruguayischer Fußballspieler
- Ambroise, normannischer Trouvère und Chronist
- Ambroise, Nahomie (* 2003), haitianische Fußballtorhüterin
- Ambroise, Nathalie (* 1985), haitianische Schauspielerin
- Ambroise, René-Louis (1720–1794), französischer Geistlicher, Seliger der römisch-katholischen Kirche
- Ambrolowa, Kacha (* 1993), georgischer Eishockeyspieler
- Ambron, Amedeo (* 1939), italienischer Wasserballspieler
- Ambronn, Hermann (1856–1927), deutscher Botaniker und Physiker
- Ambronn, Karl-Otto (* 1939), deutscher Archivar und Heimatforscher
- Ambronn, Leopold (1854–1930), deutscher Astronom
- Ambronn, Otto Victor (1811–1875), deutscher Verwaltungsjurist und Politiker
- Ambronn, Richard (1887–1954), deutscher Geophysiker
- Ambros, August Wilhelm (1816–1876), Musikhistoriker, Kritiker und Komponist
- Ambros, Carl (1870–1932), deutscher Landwirtschaftslehrer und Tierzüchter
- Ambros, Emerich (1896–1933), ungarischer Klempner, NS-Opfer
- Ambros, Gerhard (1928–2007), deutscher SED-Funktionär
- Ambros, Harald (* 1980), österreichischer Reiter
- Ambros, Hermi (1927–2020), deutsche Opernsängerin
- Ambros, Jo (* 1973), deutscher Jazzmusiker (Gitarre)
- Ambros, Lukáš (* 2004), tschechischer Fußballspieler
- Ambros, Matthias (* 1979), deutscher römisch-katholischer Geistlicher und Kurienbeamter
- Ambros, Otto (1901–1990), deutscher Chemiker, verurteilter Kriegsverbrecher und WehrwirtschaftsführerOtto Ambros (1901–1990)

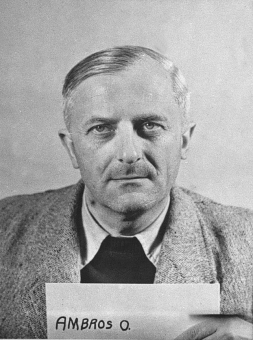
Otto Ambros (1901–1990)

- Ambros, Otto (1910–1979), österreichischer Schauspieler und Filmregisseur
- Ambros, Paul (1934–2015), deutscher Eishockeyspieler
- Ambros, Peter (1948–2018), slowakisch-deutscher Schriftsteller, Historiker und Übersetzer jüdischer Herkunft
- Ambros, Rafael von (1855–1895), österreichischer Maler
- Ambros, Victor (* 1953), US-amerikanischer Genetiker und Professor an der University of Massachusetts Medical School
- Ambros, Vladimír (1890–1956), tschechischer Komponist
- Ambros, Vladimír (* 1993), moldauischer Fußballspieler
- Ambros, Wolfgang (* 1952), österreichischer Musiker, LiedermacherWolfgang Ambros (* 1952)

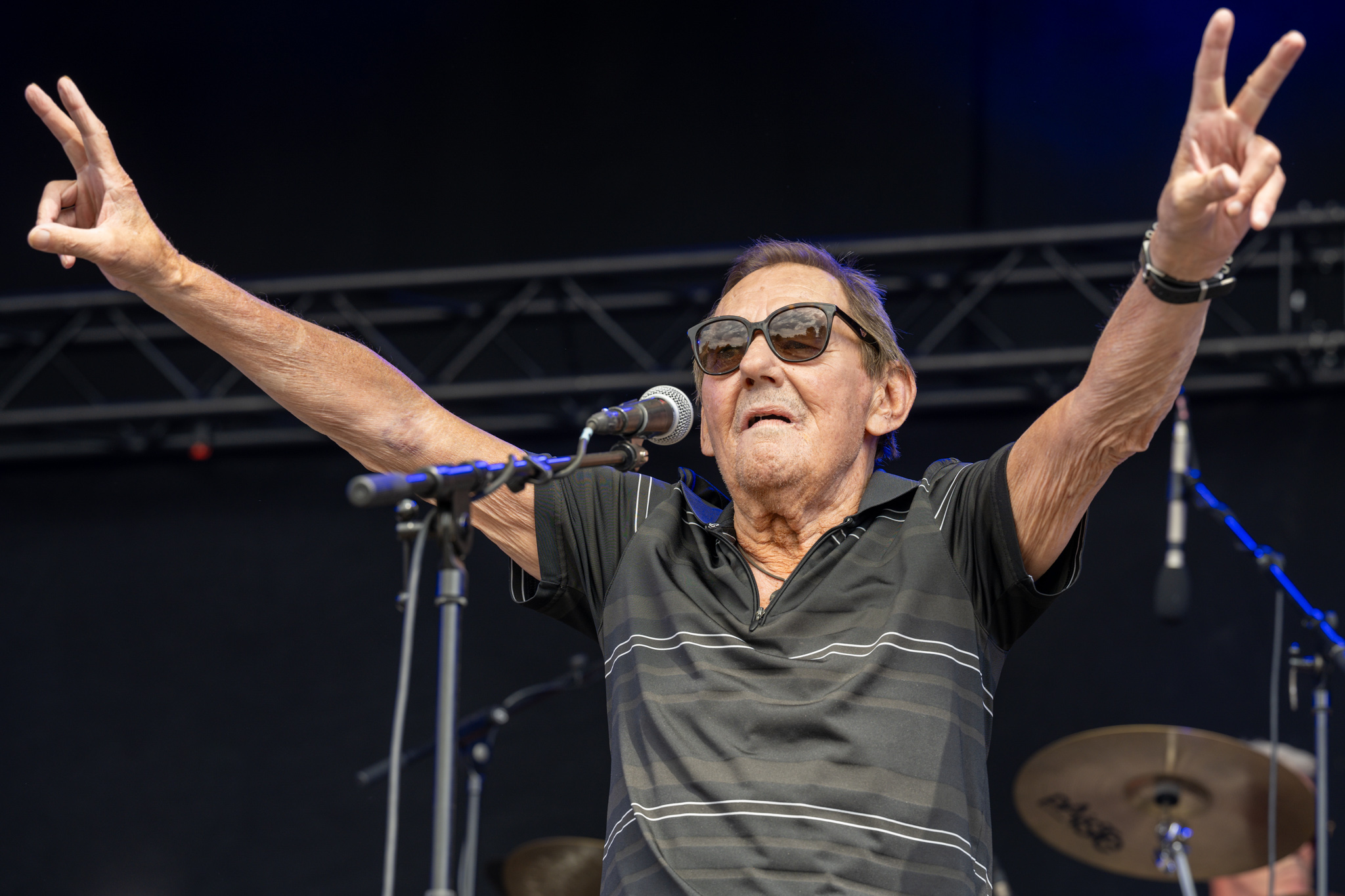
Wolfgang Ambros (* 1952)

- Ambrosch, Heinrich (* 1966), österreichischer Fernsehproduzent
- Ambrosch, Joseph Karl (1759–1822), böhmischer Opernsänger (Tenor) und Komponist
- Ambrosch, Julius (1804–1856), deutscher Klassischer Philologe und Archäologe; Hochschullehrer in Breslau
- Ambrosch, Klaus (* 1973), österreichischer Leichtathlet
- Ambrosch, Martin (* 1964), österreichischer Drehbuchautor
- Ambrose, Ari (* 1974), US-amerikanischer Jazzmusiker
- Ambrose, Bert (1896–1971), englischer Violinist und Bandleader
- Ambrose, Caroline, britische Schauspielerin
- Ambrose, Curtly (* 1963), antiguanischer Cricketspieler
- Ambrose, David (* 1943), britischer Schriftsteller
- Ambrose, David Percy (* 1939), britischer Mathematiker, Bibliograf und Autor
- Ambrose, Efe (* 1988), nigerianischer Fußballspieler
- Ambrose, Erin (* 1994), kanadische Eishockeyspielerin und -trainerin
- Ambrose, Joey (1934–2021), US-amerikanischer Saxophonist
- Ambrose, John Willis (1904–1974), kanadischer Geologe
- Ambrose, Lauren (* 1978), US-amerikanische SchauspielerinLauren Ambrose (* 1978)

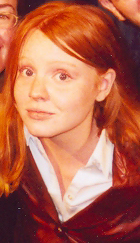
Lauren Ambrose (* 1978)

- Ambrose, Marcos (* 1976), australischer Automobilrennfahrer
- Ambrose, Paul (* 1984), australischer Triathlet
- Ambrose, Peter (* 2002), nigerianischer Fußballspieler
- Ambrose, Stephen (1936–2002), US-amerikanischer Historiker
- Ambrose, Thierry (* 1997), französisch-guadeloupischer Fußballspieler
- Ambrose, Warren (1914–1995), US-amerikanischer Mathematiker
- Ambrose, Yvon (* 1942), indischer Geistlicher, emeritierter römisch-katholischer Bischof von Tuticorin
- Ambrosetti, Antonio (1944–2020), italienischer Mathematiker
- Ambrosetti, Bianca (1914–1929), italienische Turnerin
- Ambrosetti, Damien (* 1984), französischer Skilangläufer
- Ambrosetti, Flavio (1919–2012), Schweizer Jazzmusiker und Maschinenfabrikant
- Ambrosetti, Franco (* 1941), Schweizer Industrieller und Jazzmusiker (Trompeter und Flügelhornist)
- Ambrosetti, Gabriele (* 1973), italienischer Fußballspieler
- Ambrosetti, Gianluca (* 1974), Schweizer Jazzmusiker und Physiker
- Ambrosetti, Memeta (1917–1999), Schweizer Jazzmusikerin und Autorin
- Ambrosi, Alessia (* 1982), italienische PolitikerinAlessia Ambrosi (* 1982)

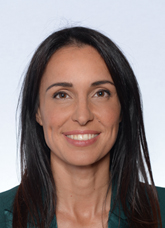
Alessia Ambrosi (* 1982)

- Ambrosi, Andrea (* 1987), italienischer Eishockeyspieler
- Ambrosi, Gerhard Michael (* 1943), deutscher Ökonom
- Ambrosi, Gianpaolo (* 1940), italienischer Rennrodler
- Ambrosi, Gustinus (1893–1975), österreichischer Bildhauer
- Ambrosi, Hans (1925–2012), deutscher Winzer, Direktor der hessischen Staatsweinguts Kloster Eberbach
- Ambrosi, Johann Baptist (1741–1796), deutscher lutherischer Theologe und Pfarrer
- Ambrosi, Luigi (1819–1867), italienischer römisch-katholischer Geistlicher, Apostolischer Präfekt von Hongkong
- Ambrosi, Martina (* 2001), italienische Skispringerin
- Ambrosi, Nikolaus (* 1728), italienischer Bildhauer
- Ambrosiaster, Pauluskommentator
- Ambrosii, Johannes († 1504), Titularbischof von Cyzicus und Weihbischof in Breslau
- Ambrosini, Bartolomeo (1588–1657), italienischer Arzt und Biologe
- Ambrosini, Brenno (* 1967), italienischer Pianist und Musikpädagoge
- Ambrosini, Claudio (* 1948), italienischer Komponist
- Ambrosini, Dario (1918–1951), italienischer Motorradrennfahrer
- Ambrosini, Ernesto (1894–1951), italienischer Leichtathlet
- Ambrosini, Filippo (* 1993), italienischer Eiskunstläufer
- Ambrosini, Marco (* 1964), italienischer Musiker, Komponist und Arrangeur
- Ambrosini, Massimo (* 1977), italienischer FußballspielerMassimo Ambrosini (* 1977)

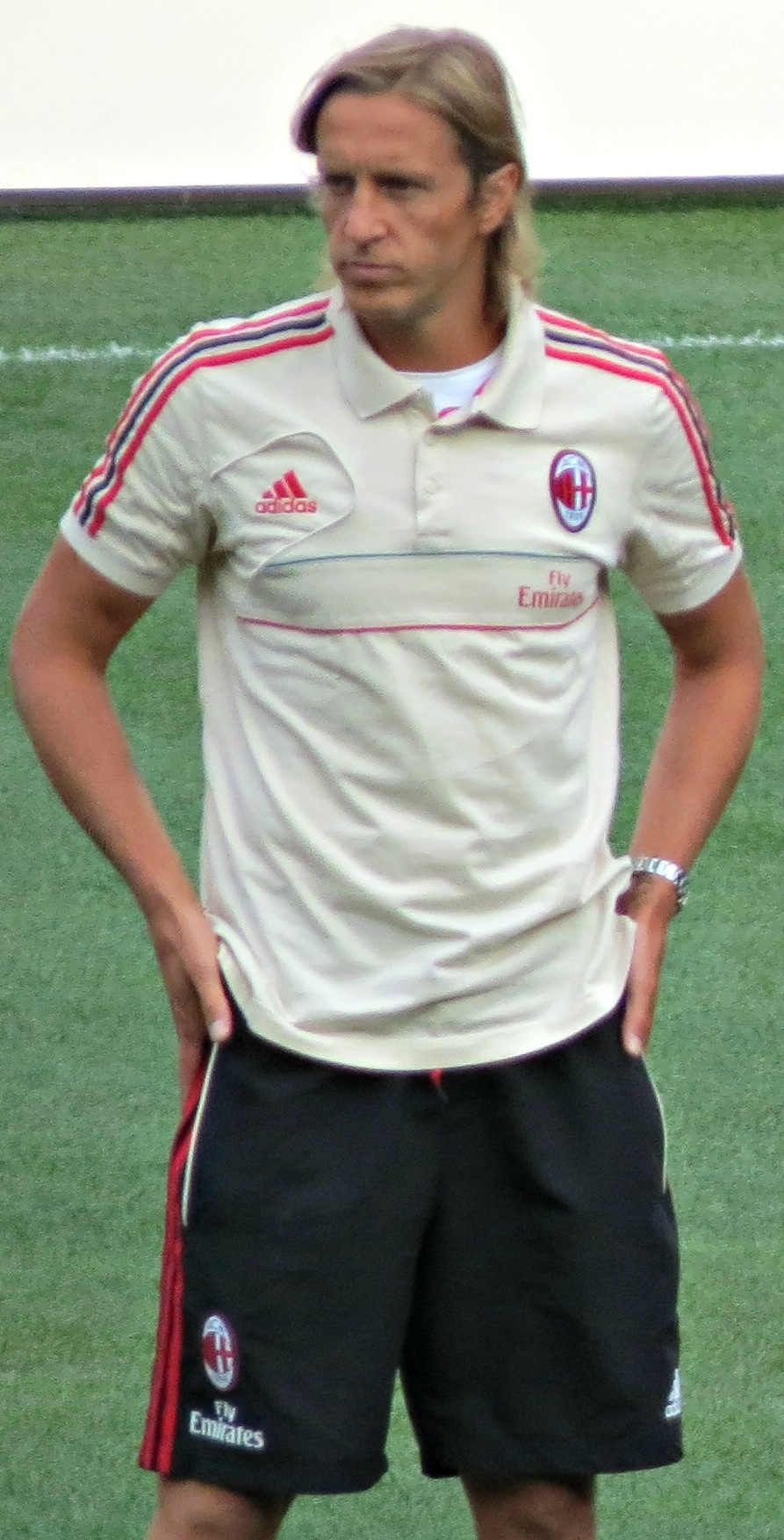
Massimo Ambrosini (* 1977)

- Ambrosini, Tito (1903–1965), italienischer Wasserballspieler
- Ambrosino, Mario (* 1936), italienischer Schauspieler, Bühnen- und Kostümbildner
- Ambrosio Boccanegra († 1374), kastilischer Seemann genuesischen Ursprungs
- Ambrosio, Alberto Fabio (* 1971), italienischer Theologe und Religionshistoriker
- Ambrosio, Alessandra (* 1981), brasilianisches Topmodel
- Ambrosio, Arturo (1869–1960), italienischer Produzent und Regisseur, wird als Vater der italienischen Filmindustrie betrachtet
- Ambrosio, David (* 1968), US-amerikanischer Musiker (Kontrabass) des Modern Jazz
- Ambrosio, Gabriella (* 1954), italienische Schriftstellerin, Journalistin, Werbe- und Kreativdirektorin
- Ambrosio, Gianni (* 1943), italienischer Geistlicher, emeritierter römisch-katholischer Bischof von Piacenza-Bobbio
- Ambrosio, Luigi (* 1963), italienischer Mathematiker
- Ambrosio, Silvia (* 1997), deutsch-italienische Tennisspielerin
- Ambrosio, Vittorio (1879–1958), italienischer General
- Ambrosios-Maler, griechischer Vasenmaler des rotfigurigen Stils
- Ambrosius Autpertus († 784), Benediktinerabt
- Ambrosius I. (1861–1927), georgisch-orthodoxer Patriarch
- Ambrosius Nutclauss († 1641), Schweizer Bildhauer und Architekt
- Ambrosius von Alexandria († 251), altkirchlicher Theologe
- Ambrosius von Mailand (339–397), römischer Politiker, Bischof und KirchenlehrerAmbrosius von Mailand (339–397)

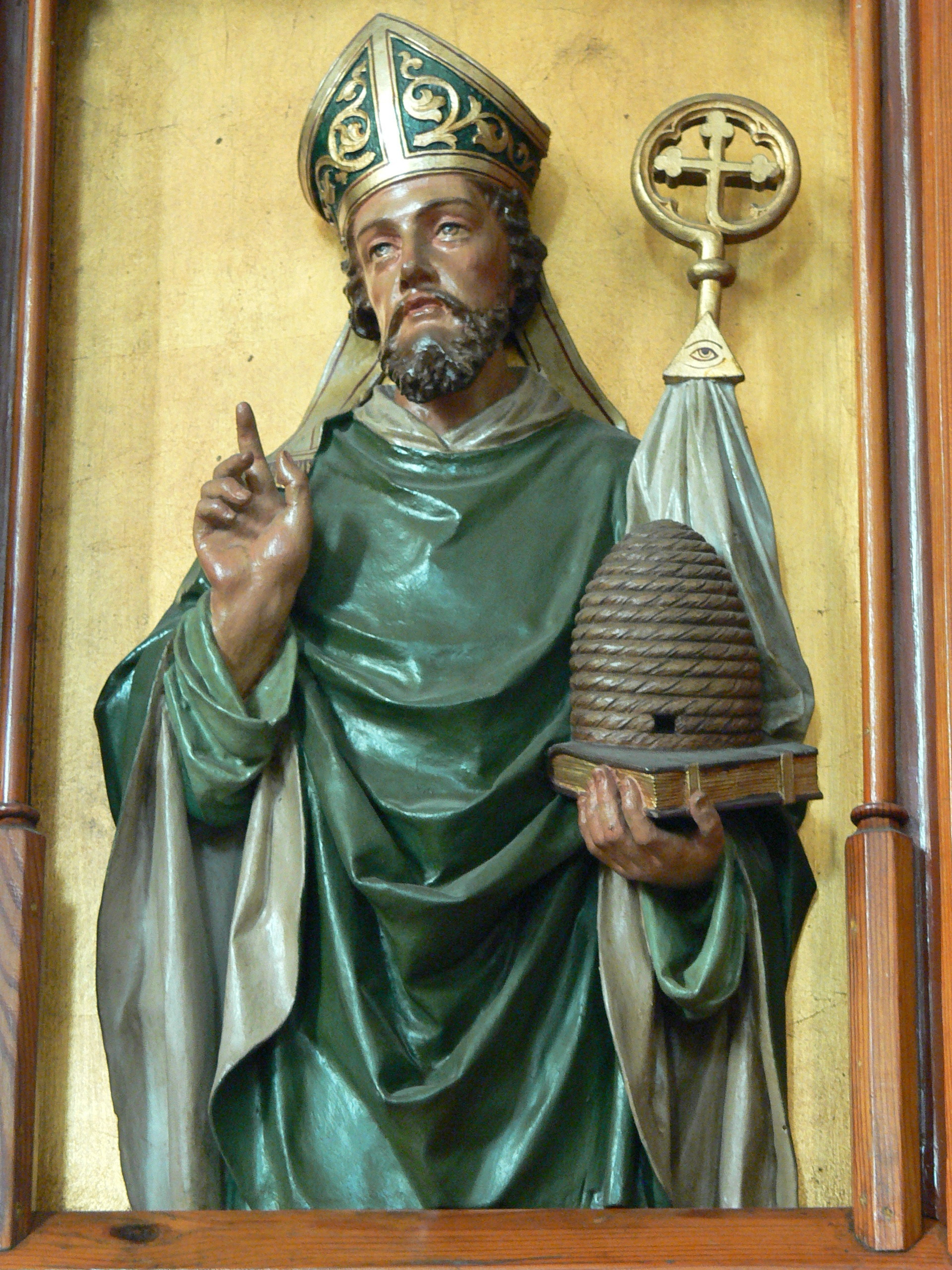
Ambrosius von Mailand (339–397)

- Ambrosius von Viermund (1470–1539), Herr von Neersen, kurkölnischer Diplomat
- Ambrosius, Barbara (1944–2023), deutsche Juristin, Richterin des Bundesgerichtshofs
- Ambrosius, Christine (* 1953), deutsche Belletristikautorin
- Ambrosius, Else-Marie (1907–1992), deutsche Journalistin, Werbegrafikerin, Malerin, Bildende Künstlerin und Lyrikerin
- Ambrosius, Florian (* 1975), deutscher FernsehmoderatorFlorian Ambrosius (* 1975)

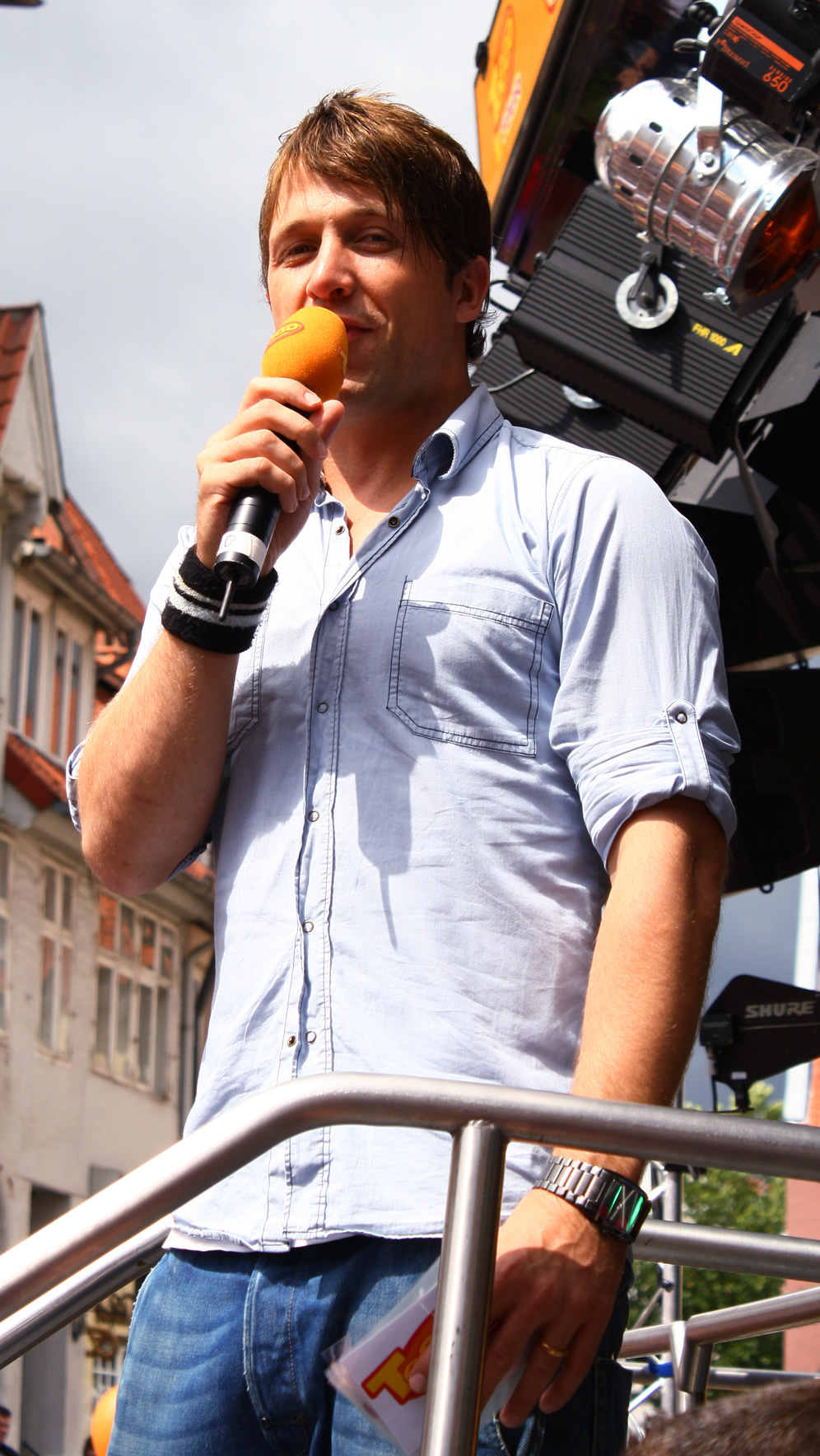
Florian Ambrosius (* 1975)

- Ambrosius, Gerold (* 1949), deutscher Wirtschaftshistoriker
- Ambrosius, Gottlieb, preußischer Beamter
- Ambrosius, Hans-Georg (1965–2007), deutscher bildender Künstler
- Ambrosius, Hans-Heinrich (1904–1978), deutscher Kriegsmarine-Offizier und Autor weltanschaulicher Schriften im Zweiten Weltkrieg
- Ambrosius, Hans-Jürgen (1940–2011), deutscher Eisenbahn-Gewerkschaftsfunktionär
- Ambrosius, Heinrich (1879–1968), deutscher Politiker (DDP, FDP CDU), MdL
- Ambrosius, Hermann (1897–1983), deutscher Komponist
- Ambrosius, Herwart (* 1925), deutscher Biowissenschaftler
- Ambrosius, Johanna (1854–1939), deutsche Autorin
- Ambrosius, Lea (* 2000), deutsche Volleyballspielerin
- Ambrosius, Markus, deutscher Humanist und Frühparacelsist, Schriftsteller, Heraldiker, Kartograph, Montanunternehmer und Münzmeister
- Ambrosius, Marsha (* 1977), britische R&B-Sängerin
- Ambrosius, Philip (* 1993), deutscher Handballspieler
- Ambrosius, Stefan (* 1976), deutscher Tubist
- Ambrosius, Stephan (* 1998), ghanaisch-deutscher Fußballspieler
- Ambrosius, Thomas (* 1969), dänischer Fußballspieler
- Ambrosius, Wilhelm (1903–1955), deutscher Fregattenkapitän der Kriegsmarine
- Ambrosoli, Francesco (1797–1868), italienischer Pädagoge, Philologe und Schriftsteller
- Ambrosoli, Giuseppe (1923–1987), italienischer katholischer Priester
- Ambrosovszky, Michael (1702–1792), ungarischer Kirchenhistoriker
- Ambrossi, Javier (* 1984), spanischer Schauspieler, Bühnen-, Film- und Fernsehregisseur und Autor
- Ambrossi, Paul (* 1980), ecuadorianischer Fußballspieler
- Ambrosy, Sven (* 1970), deutscher Politiker (SPD), Landrat im Landkreis FrieslandSven Ambrosy (* 1970)

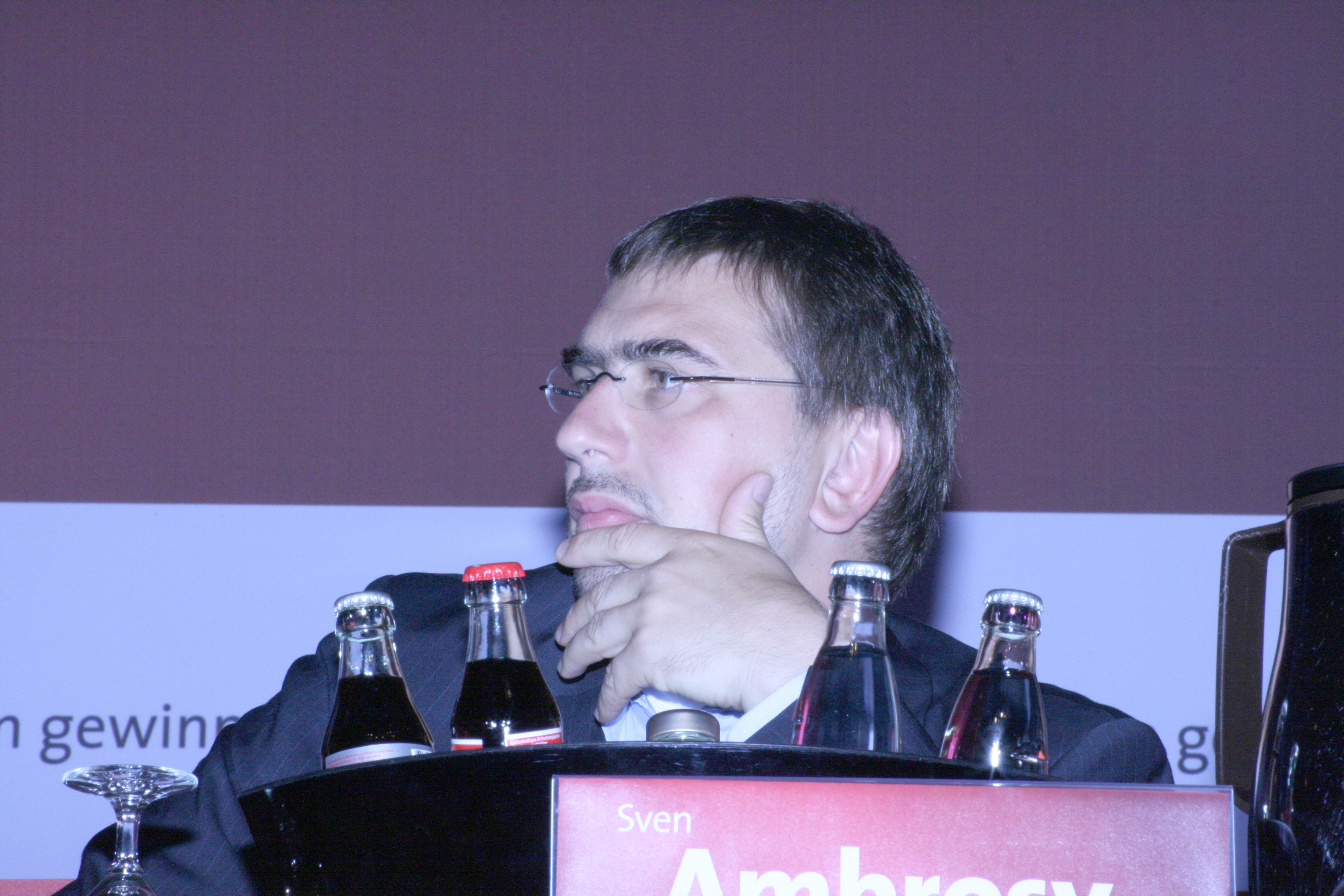
Sven Ambrosy (* 1970)

- Ambrovič, Peter (1939–2019), slowakischer Diplomat
- Ambrož, Anton (1839–1886), tschechischer Komponist und Militärmusiker
- Ambrož, Berta (1944–2003), jugoslawische Sängerin
- Ambrož, Filip (* 2003), kroatischer Fußballspieler
- Ambrozaitis, Kazys (1911–2017), litauischer Röntgenologe und Professor
- Ambroziak, Rajmund (1932–1996), polnischer Pianist und Dirigent
- Ambroziak, Sylwester (* 1964), polnischer Bildhauer
- Ambrozic, Aloysius (1930–2011), kanadischer Geistlicher und römisch-katholischer Erzbischof von Toronto
- Ambroziewicz, Jerzy (1931–1995), polnischer Journalist
- Ambrozik, Rafał (* 1979), polnischer Politiker
- Ambrózy, Árpád (1882–1954), ungarischer Generalleutnant
- Ambrozy, Peter (* 1946), österreichischer Politiker (SPÖ), Landtagsabgeordneter, Mitglied des Bundesrates
- Ambrózy, Sámuel (1748–1806), ungarischer lutherischer Theologe
- Ambrozy, Wenzel Bernard (1723–1806), böhmischer Historienmaler
- Ambru, Florian (* 1928), rumänischer Fußballspieler
- Ambrun, Yves Ker (1954–2017), französischer Comiczeichner
- Ambrunn, Julius (* 1872), letzter Vorsitzender der Dorstener jüdischen Synagogengemeinde (bis 1942)
- Ambrus, Attila (* 1967), ungarisch-rumänischer Eishockeytorwart, Pelzschmuggler, Bankräuber und Schriftsteller
- Ambrus, Bence (* 2001), ungarischer Volleyballspieler
- Ambrus, Irene (1904–1990), ungarische Schauspielerin und Sängerin
- Ambrus, Mariann (1956–2007), ungarische Ruderin
- Ambrus, Miklós (1933–2019), ungarischer Wasserballer
- Ambrus, Sándor (1925–2010), ungarischer Generalmajor
- Ambrus, Victor (1935–2021), ungarisch-britischer Grafiker und Illustrator
- Ambruzzi, Lucio (1865–1952), italienischer Romanist und Hispanist, Grammatiker und Lexikograf

### Ambs
- Ambs, Hans (1898–1962), deutscher Politiker (USPD, KPD, SPD) und Gewerkschafter
- Ambs, Ramona (* 1974), deutsche Schriftstellerin und Journalistin

### Ambu
- Ambudkar, Utkarsh (* 1983), US-amerikanischer Film- und SerienschauspielerUtkarsh Ambudkar (* 1983)

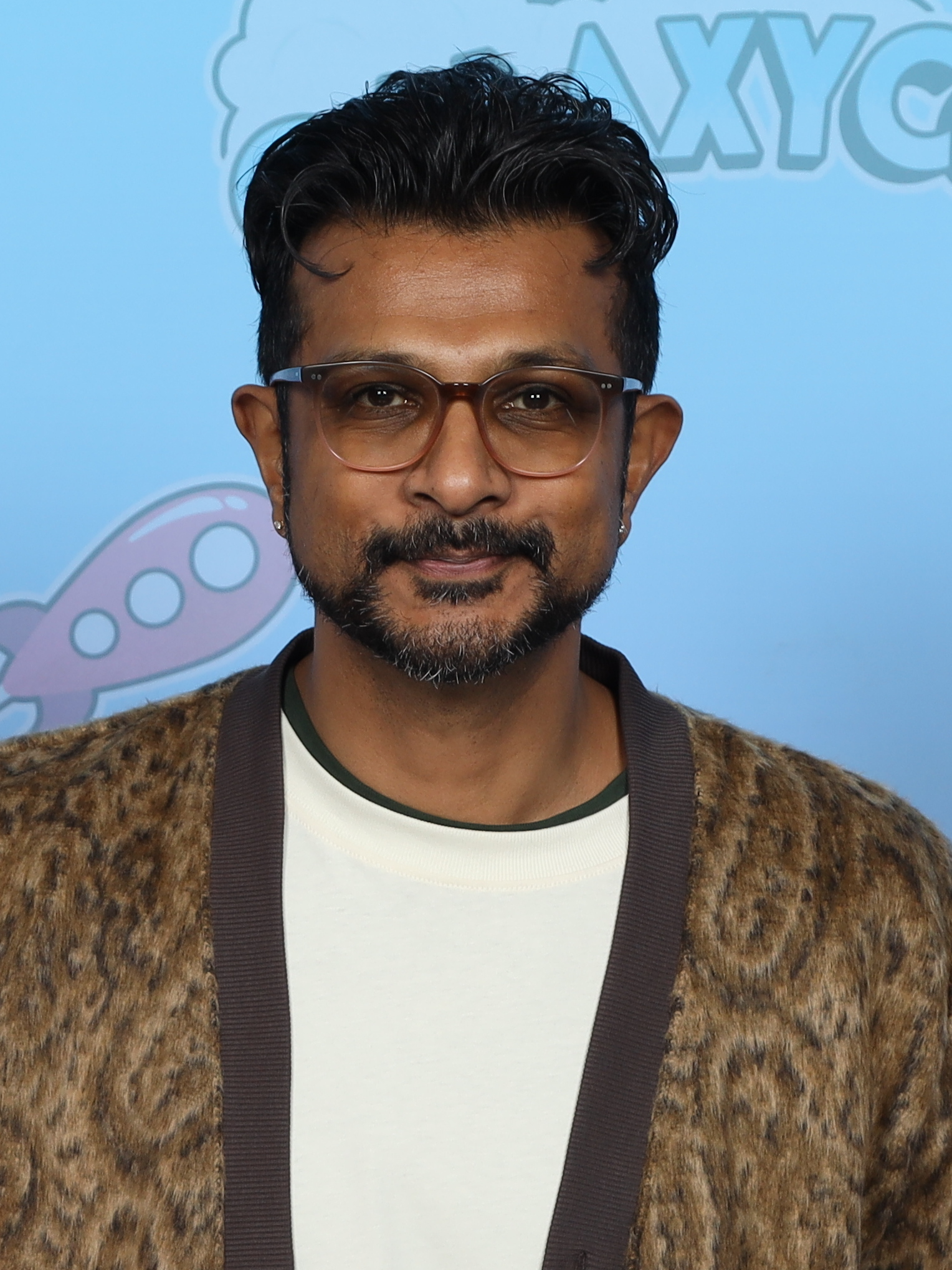
Utkarsh Ambudkar (* 1983)

- Ambuel, Alfons (1664–1742), Schweizer Politiker und Offizier
- Ambuel, Balthasar, Schweizer Politiker und Offizier
- Ambühl, Andres (* 1983), Schweizer Eishockeyspieler
- Ambühl, Annemarie, deutsche Altphilologin
- Ambühl, Elias (* 1992), Schweizer Freestyle-Skisportler
- Ambühl, Fabienne (* 1986), Schweizer Jazz- und Improvisationsmusikern (Piano, Gesang, Komposition)
- Ambühl, Gaudenz (* 1954), Schweizer Skilangläufer
- Ambühl, Heinz (1928–2007), Schweizer Gewässerbiologe
- Ambühl, Johann Ludwig (1750–1800), Schweizer Verwaltungsbeamter und Schriftsteller
- Ambühl, Joos (* 1959), Schweizer Skilangläufer
- Ambühl, Joseph (1873–1936), Schweizer Geistlicher, Bischof von Basel
- Ambühl, Michael (* 1951), Schweizer Mathematiker und Beamter
- Ambunda, Paulus (* 1980), namibischer Boxer
- Ambundi, Johannes († 1424), römisch-katholischer Bischof
- Amburger, Andreas (1741–1809), deutscher Apotheker und Naturforscher
- Amburger, Andreas von (1906–1970), deutscher Kriminalbeamter und Angehöriger der Einsatzgruppe B
- Amburger, Eleni-Alexandra (1924–2017), deutsche Klassische Archäologin
- Amburger, Erik (1907–2001), deutscher Osteuropahistoriker
- Amburger, Marga von (1878–1961), deutsche Malerin
- Ambusley, Dwayne (* 1980), jamaikanischer Fußballspieler